# Maison Bacqueville
Pour les articles homonymes, voir Bacqueville.
 (décembre 2012).
Si vous disposez d'ouvrages ou d'articles de référence ou si vous connaissez des sites web de qualité traitant du thème abordé ici, merci de compléter l'article en donnant les références utiles à sa vérifiabilité et en les liant à la section « Notes et références ».

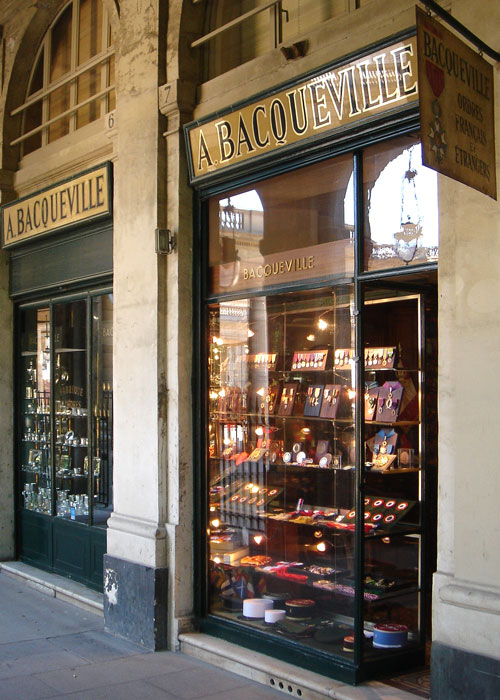
Boutique Bacqueville dans la cour du Palais-Royal

La maison Bacqueville est le plus ancien fabricant de médailles et décorations militaires et civiles en activité.

## Histoire
L'histoire a commencé avec une petite maison du nom d'Halley qui obtient en 1790 le droit de frappe. Octave Lasne prend la succession de la firme Halley vers 1860. Il obtient en 1869 le droit de fabriquer des pièces de monnaie pour l'empereur Napoléon III. Le magasin est situé 5, Galerie Montpensier, au Palais-Royal, à Paris.
En 1900, la maison Lasne est rachetée par Albert Bacqueville. On lui connaît des copies, d'assez belle qualité en vermeil, de la totalité des ordres français de l'Ancien régime et de l'Empire.
Elle est reprise en 1980 par la famille Marck, actuelle propriétaire, spécialisée dans la fabrication d'uniformes militaires. Cependant, elle garde le nom de Maison Bacqueville et l'adresse reste inchangée, dans la galerie Montpensier du Palais-Royal.
La maison Bacqueville possède encore dans sa collection particulière un prototype du collier Napoléon III, qui réhabilita la Légion d’honneur créée par Napoléon Ier.